# 장익 (1933년)
장익(張益, 1933년 11월 20일 ~ 2020년 8월 5일)은 대한민국의 로마 가톨릭교회 성직자이자 시민사회단체인이다. 로마 가톨릭교회 주교이며, 세례명은 십자가의 요한이다. 김수환 추기경의 비서신부 등을 거쳐 천주교 춘천교구장과 천주교 함흥교구장 서리 그리고 한국천주교주교회의 의장 등을 역임했다. 대한민국 제4대 부통령을 지낸 운석 장면(張勉)의 넷째 아들이다. 본관은 인동이다.

## 생애

### 생애 초기
1933년 11월 20일 경성부에서 태어난 그는 1952년 경기고등학교를 졸업하고 가톨릭대학교에 입학하였다.

### 학력
1956년 미국 메리놀신학교로 편입한 그는 그곳에서 인문학과 철학 학사를 취득하였고 1959년 벨기에 루뱅대학에서 철학석사 학위를 취득하였다. 1963년 오스트리아 인스브루크 대학교에서 신학박사 학위를 취득하였다.

### 사제 서품
1963년 3월에 사제서품을 받은 그는 신부가 되어 사람들을 만나는 사목보다는 학자로서 많은 공부를 하였다. 그래서 많은 성직자들을 양성하는데 힘을 쏟았다. 1967년에 서울대교구장 비서로써 교구장을 보좌했으며 1968년에는 김수환 대주교가 서울교구장으로 부임하여 그의 비서신부가 되었다. 1968년 김수환 대주교가 추기경에 선출되자 당시 비서였던 장익 신부에게 소식을 처음 전하였다 한다. 1970년에 서울대교구 정릉성당 주임신부로 활동하였다.

### 사목 활동
- 1972년에는 서울대교구 신학연구소에서 연구원으로 활동하였고
- 1976년에는 서울대교구 비서실장 겸 공보실장을 지냈다.
- 1977년부터 1993년까지 서강대학교 종교학과와 신학대학원에서 교수로 재직했다.

- 1978년부터 1985년까지 그는 교황청 종교평화평의회 자문위원과 비그리스도교평의회 자문위원으로 활동을 했는데, 활동을 하면서 교황 요한 바오로 2세와의 친분이 두터웠다.
- 1983년 9월 김동한 신부가 선종하자 로마 바티칸에 체류중인 김수환 추기경을 직접 찾아가 형님 신부의 임종을 전하기도 했다.[1]

- 교황 요한 바오로 2세는 1984년 한국천주교회 창설 200주년 기념식과 103위 성인 시성식을 하기 위해 방한했을 때 유창한 한국어로 미사를 집전하였는데, 교황 요한 바오로 2세에게 한국어를 가르쳐 준 사람이 바로 장익 신부였다.[1]
- 김수환 추기경은 2004년 출간된 회고록 '추기경 김수환 이야기(평화방송·평화신문 刊)'에서 그의 노고를 잊을 수 없다고 격찬하기도 하였다.[1]

- 1986년 서울대교구 사목연구실 실장과 1988년 서울대교구 세종로 성당 주임을 거쳐 1990년 가톨릭대학교 신학부 교수로 재직하여 계속 학자의 면모를 보여주었다.

### 문민정권 출범 이후
1993년 춘천교구 Thomas Stewart(박 토마스)주교가 건강상의 이유로 교구장 직에서 사임하자 교황 요한 바오로 2세는 장익 신부를 제 6대 천주교 춘천교구장으로 임명하면서 주교로 서품하였다. 12월 29일 주교로 서품받았다.
1995년 한국천주교주교회의 문화위원회 위원장을 맡게 되었고, 1995년 12월부터 2000년까지 교황청 종교간대화평의회 위원으로 활동하였다.
2008년 10월 16일까지 한국천주교주교회의 의장으로, 2010년 3월 25일까지 춘천교구 교구장으로 활동하였으며, 이외에도 많은 직책을 맡고 있었으나 2010년 1월 28일 사임 청원이 받아들여졌으며, 2010년 3월 25일에 김운회 주교가 제 7대 춘천교구장으로 착좌식을 가지면서
교구장직에 은퇴하였다.
2020년 8월 5일 간암으로 선종하였다.

## 가족관계
- 할아버지 : 장기빈 (張箕彬, 레오, 1878년 9월 9일∼ 1959년)
- 할머니 : 황 루시아 (루시아, 1878년 11월 ∼ 1954년 2월)
  - 숙부 : 장발 (張勃, 1901년 4월 3일 ~ 2001년 4월 8일, 서양화가)
  - 숙부 : 장극 (張剋, 1913년 4월 8일 ~ 2008년 2월 29일, 교수)
- 부친 : 장면 (張勉, 1899년 8월 28일 ~ 1966년 6월 4일, 초대 주미대사, 제헌 국회의원, 제4대 부통령, 제2대, 제7대 국무총리)
- 모친 : 김옥윤 (金玉允, 1901년 ~ 1990년 1월 27일)
  - 형 : 장영 (張英, 1920년 7월 2일 ~ 1922년 음력 4월 6일)
  - 형 : 장진 (張震, 요셉, 1927년 2월 10일 ~ 2011년 9월 30일, 서강대학교 생물학과 명예교수)
  - 형수 : 김종숙 (베로니카, 1934년 ~ )
  - 형 : 장건 (張建, 1932년 2월 26일 ~ , 미국 거주)
  - 동생 : 장순 (張純, 1935년 10월 17일 ~ , 미국 보스턴 리지스대학교 정치학 교수, 미국 거주)
  - 동생 : 장흥 (張興, 1939년 9월 20일 ~ , 벨기에 루벵 대학 철학박사, 파리은행 은행원, 프랑스 거주)
  - 누나 : 장명숙 (張明淑, 안나, 1918년 8월 10일 ~ 1919년 8월 2일)
  - 누나 : 장의숙 (張義淑, 베네딕타, 1930년 2월 21일 ~ 로마 가톨릭 수녀, 미국 거주)
  - 여동생 : 장명자 (張明子, 데레사, 1941년 10월 3일 ~ 1987년, 미국 펜실베이니아 빌라노바대학교 도서관학 석사)

## 같이 보기
- 장면
- 김수환
- 노기남
- 김동한
- 장발
- 교황 요한 바오로 2세